# Diabelskie wakacje
Diabelskie wakacje (ang. The Devil's Holiday ) – amerykański film z 1930 roku w reżyserii Edmunda Gouldinga. Został zrealizowany w erze Pre-Code.

## Obsada
- Nancy Carroll
- Phillips Holmes
- James Kirkwood
- Hobart Bosworth
- Ned Sparks

## Nagrody i nominacje
| Nazwa nagrody | Wygrane            | Nominacje                                            |
| ------------- | ------------------ | ---------------------------------------------------- |
| Oscar         | 1930 bez rezultatu | 1930 Najlepsza aktorka pierwszoplanowa Nancy Carroll |